# La Liste (nouvelle)
La Liste est une nouvelle fantastique de Marcel Aymé, parue dans Marianne en 1934.

## Historique
La Liste, Histoire d'une fille qui ne pouvait pas tenir dans un conte fantastique paraît initialement dans Marianne no 89 du 4 juillet 1934. Elle est ensuite reprise dans Le Nain, recueil de nouvelles paru aux éditions Gallimard en 1934.

## Résumé
« Noël Tournebise avait tant de filles à marier et si peu de mémoire qu'il ne pouvait pas se rappeler tous leurs noms et qu'il était obligé d'en avoir toujours la liste dans sa poche... » À force de déplier sa liste, au moins deux fois par jour, Noël Tournebise en perd des morceaux...et ses filles avec...